# Acraea chilo
Acraea chilo är en fjärilsart som beskrevs av Frederick DuCane Godman 1880. Acraea chilo ingår i släktet Acraea och familjen praktfjärilar. Inga underarter finns listade i Catalogue of Life.